# المرآة الساكسونية

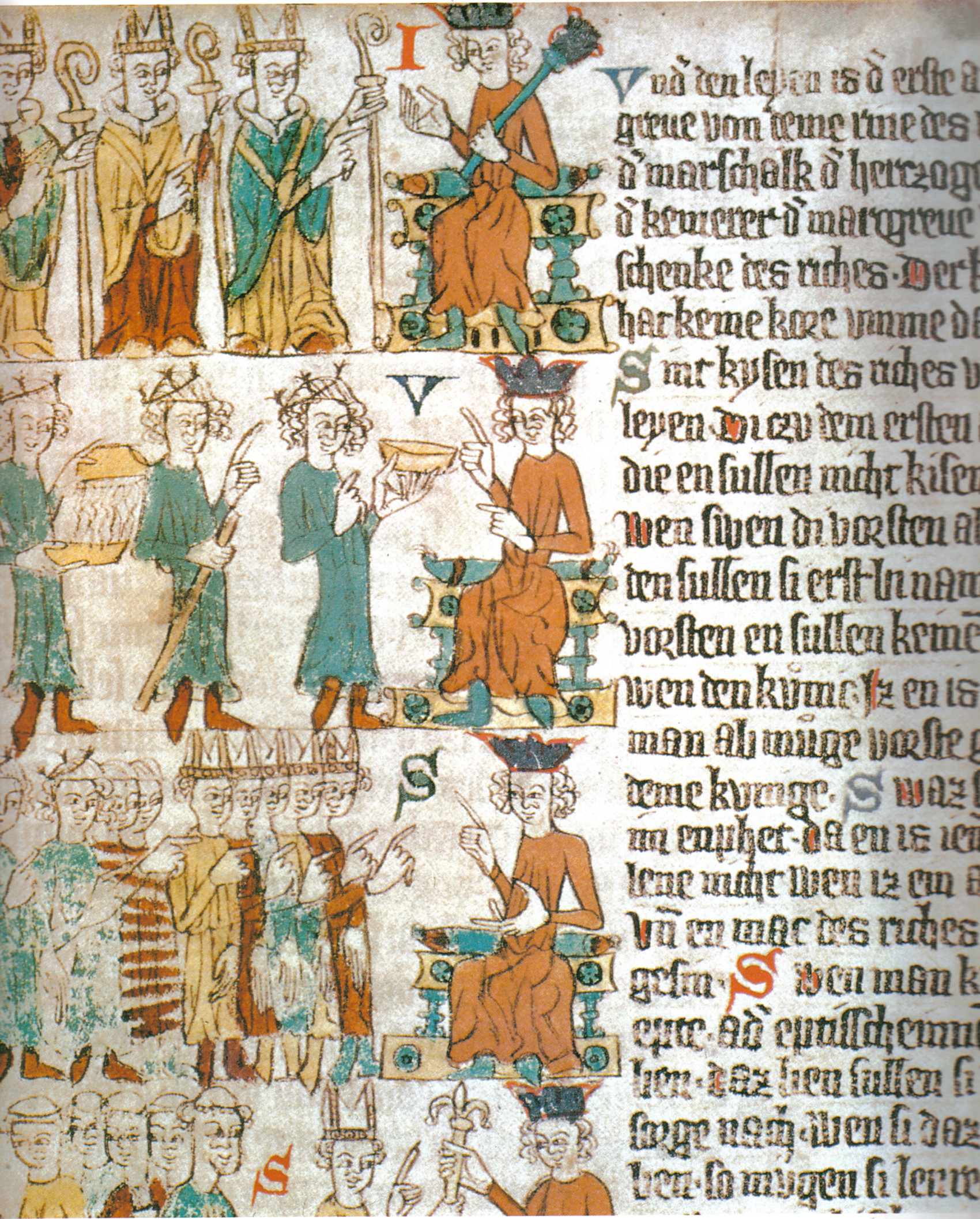
اختيار الملك. في الأعلى: الأمراء الكنسيون الثلاثة يختارون الملك مشيرين إليه. في الوسط: يسلم الكونت بالاتين لنهر الراين وعاءًا ذهبيًا ، يعمل كخادم. خلفه ، دوق ساكسونيا مع موظفي مارشال ومارجريف براندنبورغ يجلبون وعاءًا من الماء الدافئ ، كخدمة. أدناه ، الملك الجديد أمام رجال الإمبراطورية العظماء (Heidelberg Sachsenspiegel ، حوالي 1300)

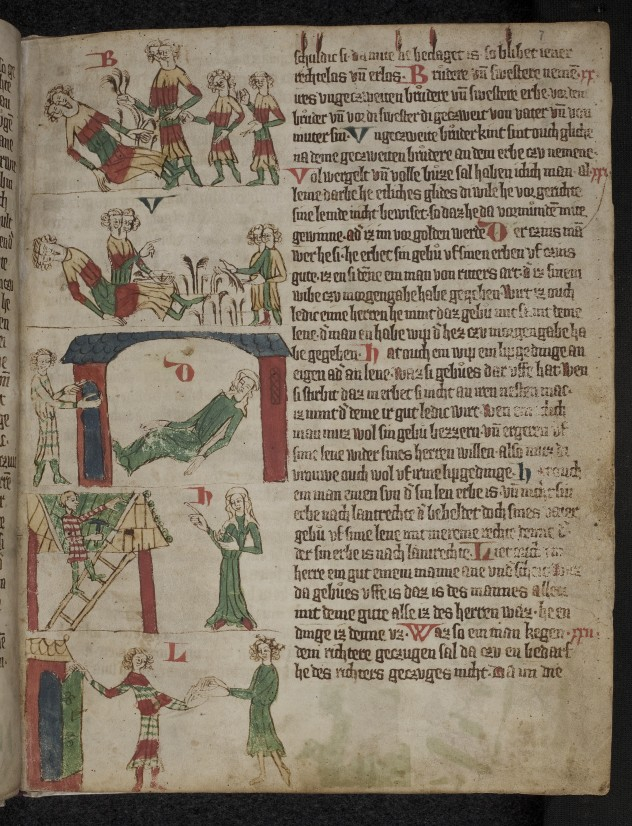
صفحة في Sachsenspiegel عن الخلافة (طبعة هايدلبرغ)

المرآة الساكسونية أو الساكسون شبيغل (بالألمانية: Sachsenspiegel) ( تُلفظ بالألمانية: [ˈzaksn̩ˌʃpiːɡl̩]  ( سماع) هي واحدة من أهم كتب القانون والأوصياء التي تم جمعها خلال الإمبراطورية الرومانية المقدسة . نشأت بين عامي 1220 و 1235 كسجل للقوانين والأحكام العرفية التقليدية المحلية القائمة ، وتم استخدامها في أماكن حتى وقت متأخر من عام 1900. بعض المبادئ القانونية كما وردت في الكتاب تسود في قوانين العصر الحديث في جميع أنحاء أوروبا.
الكتاب مهم ليس فقط لتأثيره الدائم على القانون الألماني والهولندي اللاحق ولكن أيضًا كمثال مبكر للنثر المكتوب باللغة الألمانية. المرآة الساكسونية هو أول كتاب قانون شامل ليس باللغة اللاتينية ، ولكن باللغة الألمانية الوسطى المنخفضة، من المعروف أن هناك طبعة لاتينية موجودة ولكن بقيت فصول مجزأة فقط.

## تاريخ
كان المرآة الساكسونية واحدًا من أوائل الأعمال النثرية المكتوبة باللغة الألمانية الوسطى المنخفضة . العنوان الأصلي هو Sassen Speyghel أو Sachsenspiegel كونها ترجمة ألمانية قياسية لاحقة. يُعتقد أنه تم تجميعها وترجمتها من اللاتينية من قبل المسؤول الساكسوني إيك من ريبجو بناءً على طلب من اللورد الكونت هوير من فالكينشتاين في السنوات 1220 إلى 1235. مكان تجميع النسخة الأصلية غير واضح. كان يُعتقد أنه كتب في بورغ فالكنشتاين ، لكن بيتر لانداو ، الخبير في القانون الكنسي في العصور الوسطى ، اقترح مؤخرًا أنه ربما كتب في دير ألتيزا.

## معارضة الكنيسة
خلال القرن الرابع عشر عارض الراهب الأوغسطيني يوهانس كلينكوك من ساكسونيا السفلى المرآة الساكسونية في كتيب يُعرف باسم Decadicon لأنه اعتبر عشرة مقالات أو مبادئ تتعارض مع الإنجيل المسيحي وقرارات كنيسة روما ، والتي تم جمعها باسم Corpus Juris Canonici. يقدم كلينكوك انتقادات لوجهات نظر ساكس شبيغل بشأن السلطات الكنسية والعلمانية وإجراءات المحكمة والقانون الخاص. كان موقفه هو أن السلطة البابوية تتجاوز كل مناقشة للأمور كإجراء شرعي ، والقيود المفروضة على الحقوق الوراثية ، ومدى سلطة الوصية ، وحقوق المبتدئين والرهبان في ملكية الأسرة ، والسلطة التي تحدد القواعد القانونية الأعلى والأدنى وقرارات المحاكم. . لذلك كان موقف كلينكوك بسيطًا في الأساس: السلطة البابوية تحل محل كل سلطة سياسية وقانونية أخرى.
أثار العمل استياءًا وانزعاجًا مجتمعيًا واسعًا ، فقد كتب مستشارو مدينة ماغدبورغ على سبيل المثال رسائل تحذير إلى 400 أو أكثر من المدن والأمراء واللوردات أن شقيق أوغسطيني يحاول إضعاف القانون السكسوني. بعد مناقشة مكتوبة ، قام كلينكوك بتوسيع ديكاديام الخاص به ليشمل واحدًا وعشرين اقتراحًا للقانون السكسوني وتحول إلى تلميذه السابق ، الكاتب الكنسي الفرنسي ، والكاردينال من كوريا في أفينيون ، بيير دي لا فيرجن . في النهاية ، أدان البابا غريغوري الحادي عشر 14 مقالاً مع كتابه البابوي سالفاتور Humani Generis الذي صدر عام 1374 ، لكن هذا لم يقلل من نجاح Sachsenspiegel. يجب وضع هذا الجدل في سياق حملات التفتيش البابوية المكثفة ضد المواطنين المعارضين لآراء الكنيسة.

## تأثير
تأثرت القواعد والقوانين وقرارات المحاكم والمبادئ التي تم جمعها في المرآة الساكسونية بمبادئ القانون الروماني (الإقليمية) الأقدم بكثير.
خدم المرآة الساكسونية كنموذج لكتب القانون باللغة الألمانية (اللغة الألمانية الوسطى العليا ) مثل Augsburger Sachsenspiegel و Deutschenspiegel و Schwabenspiegel، غطت دوقية ساكسونيا معظم ما هو في الوقت الحاضر هو الجزء الغربي من ألمانيا والجزء الشرقي من هولندا ولكن القواعد انتشرت على نطاق أوسع، على سبيل المثال عرفت ولاية أوتريخت في عام 1632 قاعدة "من يأتي أولاً يطحن أولاً" ، كما نُشر في "بلاكاتبوك" ، وهي مجموعة من القرارات والأحكام والقوانين المحلية. كانت القاعدة التي تنص على أن المرأة المتزوجة تحت وصاية زوجها ، مما يعني أنه لا يمكنها التصرف بشكل قانوني وليس لها رأي في المسائل القانونية أو المتعلقة بتربية الأطفال ، كانت قاعدة قانونية في هولندا حتى عام 1956 وفي بلجيكا حتى عام 1958.
في بروسيا تم استخدام المرآة الساكسونية كمرجع قانوني في عام 1794، وفي ساكسونيا تم استخدامه حتى إدخال القانون المدني السكسوني في عام 1865، في أنهالت وتورينجيا لم يتم استبدال المرآة الساكسونية حتى إدخال القانون المدني الألماني في عام 1900. استمر الاستشهاد بسوابقها باعتبارها سوابق قضائية ذات صلة حتى عام 1932 من قبل محكمة الرايخ.
لا يزال تأثير المرآة الساكسونية أو على الأقل ما يوازيه موجودًا في القانون الألماني والهولندي الحديث ، على سبيل المثال في قانون الميراث ، وقانون علاقات الجوار على سبيل المثال: الإزعاج أو الجدران المشتركة أو حقوق الانتفاع.
يحتوي المرآة الساكسونية على فرعين للقانون: القانون العام والقانون الإقطاعي.

## المخصصات السكسونية
كان القانون العرفي السكسوني أو Landrecht ، هو قانون الأشخاص الأحرار بما في ذلك الفلاحين ، يحتوي على قواعد وأنظمة مهمة تتعلق بحقوق الملكية ، والميراث ، والزواج ، وتسليم البضائع ، وبعض الأضرار (مثل التعدي على ممتلكات الغير ، والإزعاج ). كما يعالج القانون الجنائي وتكوين المحاكم. بمعنى آخر، إنه يتعامل مع القانون الجنائي والمدني. لم تكن عادات الناس مجموعة قائمة بذاتها من القوانين ولكنها تأثرت بأنظمة القانون القديمة مثل القانون الروماني.

## قانون الإقطاع
حدد القانون الإقطاعي أو لينريخت العلاقة بين مختلف الدول والحكام ، على سبيل المثال انتخاب الأباطرة والملوك ، والحقوق الإقطاعية ، إلخ. على الرغم من عدم وجود مكافئ حديث لها ، إلا أنها تشمل ما يمكن أن نطلق عليه اليوم القانون العام .
اكتسبت Sachsenspiegel أهمية خاصة من خلال عرضها لسبعة هيرشيلد أو "دروع الفروسية":
1. ملِك
2. الأمراء الكنسيون
3. الأمراء
4. اللوردات الأحرار ( freie Herren )
5. القضاة Schöffenbarfreie ، التابعون (Lehnsmänner ) من اللوردات الأحرار ، المسؤولين.
6. توابع شوفينبارفري إلخ.
7. بدون اسم Eike of Repgow ، من Oldenburg Sachsenspiegel

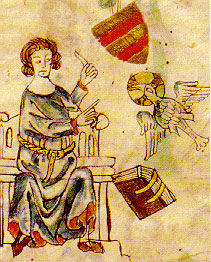
Eike of Repgow ، من Oldenburg Sachsenspiegel

لم يتم ذكر الأعيان أو البرجوازيين (سكان البلدة) ضمن هذه البنود.

## نسخ موجودة
أربعة (من أصل سبعة) نسخ من المخطوطات المضيئة ما تزال موجودة، سُمّيت باسم مواقعها الحالية: هايدلبرغ ، وأولدنبورغ ، ودريسدن ، وولفنبوتل ، وتاريخها من 1295 إلى 1371. في المجموع ، يوجد أكثر من 400 نسخة من المخطوطة اليوم.
وصَفت المكتبة الرقمية العالمية مخطوطة دريسدن بأنها "الأكثر قيمة من الناحية الفنية". تقع في مجموعة مكتبة ولاية سكسونية وأنشأت بين عامي 1295 و 1363 حول ميسن ، ألمانيا . يحتوي هذا الإصدار على 924 رسمًا توضيحيًا في 92 صفحة. تصور الرسوم التوضيحية حوالي 4000 شخص. عانت من أضرار المياه بعد قصف درسدن في الحرب العالمية الثانية وخضعت للترميم في التسعينيات.
أنتجت آنا روجرين نسخة مطبوعة مبكرة من Sachsenspeigel في أوغسبورغ ، بتاريخ 22 يونيو 1484. وتعد أول دليل موثق على عمل امرأة في الطباعة.

## روابط خارجية
- Dresden Sachsenspiegel عبر الإنترنت من مكتبة ولاية سكسونية (الألمانية)
- صور ممسوحة ضوئيًا لـ Heidelberger Sachsenspiegel من جامعة هايدلبرغ (الألمانية)
- Sachsenspiegel Online (الألمانية)
- مسح كامل للصور من Oldenburger Sachsenspiegel ، نشرته مكتبة ولاية أولدنبورغ (الألمانية)